# Hồng lâu mộng (phim 1944)
Hồng lâu mộng (phồn thể: 紅樓夢; giản thể: 红楼梦; bính âm: Hónglóu mèng) là một bộ phim điện ảnh Trung Quốc năm 1944 của đạo diễn Bốc Vạn Thương. Đây là bản chuyển thể từ tiểu thuyết kinh điển thời nhà Thanh thế kỷ 18 của nhà văn Tào Tuyết Cần.

## Diễn viên
- Viên Mỹ Vân vai Giả Bảo Ngọc
- Chu Tuyền vai Lâm Đại Ngọc
- Vương Đan Phượng vai Tiết Bảo Thoa
- Bạch Hồng vai Vương Hy Phượng
- Tiền Thuấn Anh vai Hoa Tập Nhân